# 韦操
韦操（？—？），字元节，京兆郡杜陵县（今陕西省西安市长安区）人，出自京兆韦氏东眷，北周、隋朝官员。

## 生平
韦操是韦世康的堂弟，刚强率略有节操，在北周官至上开府、光州刺史。杨坚担任丞相时，韦操以平定尉迟迥的功劳，进位柱国，封平桑郡公，历任青州、荆州二州总管，在任内去世，谥号静。
青州市驼山第3窟佛像前题记有“大像主青州总管柱国平桑公”，阎文儒认为这就是韦操在青州供养的佛像。